# Марія де Немур
Марія Лонгвіль-Орлеанська (фр. Marie d'Orléans-Longueville; 5 березня 1625, Париж — 16 червня 1707, Париж) — остання представниця роду Лонгвіль (побічна гілка династії Валуа), герцогиня Немурська і можновладна княгиня Невшательська. Вона вважалася найзаможнішою жінкою Франції часів Людовика XIV після Великої мадемуазель. Її мемуари про події Фронди, що побачили світ в 1709 році, пройняті ненавистю до всіх Конде.

## Біографія
Походила від Жана д'Орлеана, позашлюбного сина Людовика I, герцога Орлеанського, до шлюбу вона була відома як мадемуазель де Лонгвіль.
Єдина дочка герцога Анрі де Лонгвіля, дюка де Лонгвіля та Луїзи де Бурбон, дочки графа Суассонського. Після смерті Луїзи герцог повторно одружився з Анною-Женев'євою з роду принців Конде. Весь клан Лонгвіль-Конде брав активну участь у Фронді. У 1648 р мадемуазель де Лонгвіль супроводжувала батька в Оснабрюк на мирні переговори з імператором. Після відновлення громадянської війни втікла спочатку в Дьєпп, а звідти у Фландрію.
Після смерті її брата Жана Луї Чарльза д'Орлеана-Лонгвіля в 1694 році вона змінила його як суверенна принцеса Новшателя, хоча вона залишалася видатним членом французького королівського двору.Герцоги Лонгвільські отримали князівство Невшатель через шлюб з Йоганою фон Хахберг-Сазенберг.
Марія вважалася чи не самою завидною нареченою Франції. Її готували в дружини герцогу Йоркському, до неї сватався його брат Карл II Стюарт. Жінка суворих принципів, Марія відкидала всі пропозиції і тільки коли їй було вже за 30, розбурхала французький двір шлюбом з кузеном — Генріхом Савойським (1625—1659), герцогом Немурським, графом Женевським, колишнім архієпископом Реймським. Через два роки він помер. Дітей у них не було.
Усі наступні роки Марія була зайнята суперництвом з мачухою, яка була не на багато старша за неї. Вона відстоювала свої права на Невшательський спадок предків від спроб Анни-Женев'єви передати його дому Конде, а саме — принцу Конті. Про перипетії боротьби за Невшатель повідомляє в своїх записках герцог Сен-Симон.
Оскільки Анрі де Лонгвіль в разі смерті синів відмовив принцу Конті передати Невшатель, в центрі судових баталій постало питання про опікунство над недоумкуватим братом Марії — сином Анни-Женев'єви і останнім герцогом Лонгвіль.  
Після його смерті в 1694 р. Паризький парламент ухвалив передати альпійські володіння Лонгвілів принцу Конті Франсуа Луї. Марія енергійно заперечила цьому і з тріумфом в'їхала в Невшатель, тоді як принца в межі князівства жителі не пустили. (Раніше подібна політична криза мала місце в 1672 році).
Пролунавше на всю Європу приниження принца крові засмутило політичні плани «короля-сонця». Марія, оголошена винуватицею дипломатичного фіаско, вже не змогла повернутися до Версальського двору і була опалі. У центрі Парижа вона ділила з принцесою Каріньянською збудований Катериною Медічі розкішний Суассонська палац.
Спадкоємцем Невшателя, на подив і обурення придворних, Марія оголосила свого двоюрідного брата по матері — нікому не відомого бастарда графа Суассонського. Бюргери Невшателя відмовилися підкоритися цьому рішенню і визнали своїм правителем короля Пруссії .

## Спадщина
Вона залишила кілька цікавих спогадів, опублікованих К.Б. Петіто в «Повній колекції спогадів» (1819–1829). 
До того ж була музою для історії Музи Жана Лорета (1650, 1660, 1665), збірки щотижневих газетних бурлеск, що повідомляють про новини паризького суспільства та двору Людовіка XIV у вигляді листів до Марії д'Орлеан-Лонгвіль, які вважаються раннім прикладом французької журналістики.
Її бездітна смерть у 1707 році, без близьких родичів, відкрила конфлікт з приводу її величезної спадщини.